# Миноносцы типа 1923
Миноносцы типа 1923 — тип миноносцев (нем. torpedoboot), состоявший на вооружении ВМС Германии (рейхсмарине) в конце 1920-х — начале 1930-х, а после — в кригсмарине в годы Второй мировой войны и в середине — конце 1930-х. Всего верфью Reichsmarinewerft в Вильгельмсхафене было построено 6 единиц данного типа.

## Конструкция
Первые корабли класса миноносцев, построенные в Германии в рамках Версальских ограничений. Разработаны на базе типа Н-145 периода Первой мировой войны. Впервые в германском флоте получили трёхтрубные торпедные аппараты: первоначально калибра 500 мм, в 1931 году заменены на 533-мм. «Mowe» отличался размерами (водоизмещение 798 тонн, длина 87 метров) и иной формой корпуса.
В 1936—1938 годах действовали у берегов Испании. Активно использовались в годы Второй мировой войны, в ходе которой 5 из 6 кораблей погибли, ещё 1 тяжело повреждён и не восстанавливался.

## Список миноносцев типа[1]
| Название   | Верфь-строитель                     | Дата закладки | Дата спуска на воду | Дата вступления в состав флота | Дата вывода из состава флота/гибели | Судьба                                                                       |
| ---------- | ----------------------------------- | ------------- | ------------------- | ------------------------------ | ----------------------------------- | ---------------------------------------------------------------------------- |
| «Mowe»     | Reichsmarinewerft (Вильгельмсхафен) | 2.3.1925      | 24.3.1926           | 1.10.1926                      | 15.6.1944                           | Погиб во время налёта брит. авиации на Гавр                                  |
| «Seeadler» | Reichsmarinewerft (Вильгельмсхафен) | 5.10.1925     | 15.7.1926           | 15.3.1927                      | 13.5.1942                           | Потоплен брит. ТКА МТВ-219 в Ла-Манше                                        |
| «Greif»    | Reichsmarinewerft (Вильгельмсхафен) | 5.10.1925     | 15.7.1926           | 15.7.1927                      | 24.5.1944                           | Потоплен брит. бомбардировщиком «Альбакор» в бухте Сены                      |
| «Albatros» | Reichsmarinewerft (Вильгельмсхафен) | 5.10.1925     | 5.7.1926            | 15.5.1928                      | 10.4.1940                           | Выскочил на камни во время боя в Осло-фьорде, не восстановлен                |
| «Kondor»   | Reichsmarinewerft (Вильгельмсхафен) | 17.11.1925    | 22.9.1926           | 15.7.1928                      | 28.6.1944                           | Тяжело поврежден при подрыве на мине в бухте Сены, исключен из списков флота |
| «Falke»    | Reichsmarinewerft (Вильгельмсхафен) | 17.11.1925    | 22.9.1926           | 15.7.1928                      | 15.6.1944                           | Погиб во время налёта брит. авиации на Гавр                                  |